# Croix de Lorraine
Pour l’article homonyme, voir La Croix de Lorraine.
La croix de Lorraine, aussi appelée croix d’Anjou, croix patriarcale et croix archiépiscopale, est un symbole de croix à deux traverses, représentant la Vraie Croix associée à l'écriteau « Jésus de Nazareth, Roi des Juifs ». Elle est aujourd'hui un symbole du gaullisme.
Associée au pèlerinage et aux croisades en Terre sainte, elle figure dans la symbolique de divers seigneurs chrétiens, en particulier celle des ducs d'Anjou et des ducs de Lorraine.
La croix patriarcale apparaît sur les armoiries de la Hongrie, de la Slovaquie et de la Lituanie, de même que sur le Pahonie. On la trouve également sur les armoiries des villes de Saint-Omer et d'Ypres. Dans les blasons et l'iconographie ancienne, la croix patriarcale, ou croix archiépiscopale, signale la fonction d'archevêque.
Lors de la Seconde Guerre mondiale, la France libre et les Forces françaises de l'intérieur l'adoptent comme emblème.
Au XXe siècle, elle a également été l'emblème international de la lutte contre la tuberculose.

## Description et symboles similaires
La croix patriarcale est un symbole chrétien représentant la croix où Jésus-Christ a été crucifié. Il s'agit d'une croix latine à laquelle est ajoutée une seconde traverse généralement plus courte au-dessus de la première pour figurer l'écriteau où, selon la tradition chrétienne, Ponce Pilate aurait fait inscrire « INRI ».
La croix patriarcale est proche de la croix orthodoxe, la seule différence étant que cette dernière figure également un repose-pieds pour le Christ, sous la forme d'une troisième traverse inférieure qui peut être penchée.

Double croix (traverses égales).
Une croix de Lorraine aux proportions proches de la double croix.
Croix de Lorraine patriarcale (traverse supérieure plus courte).
Croix orthodoxe (traverse supérieure plus courte et repose-pieds).

## Symbole de la Vraie Croix

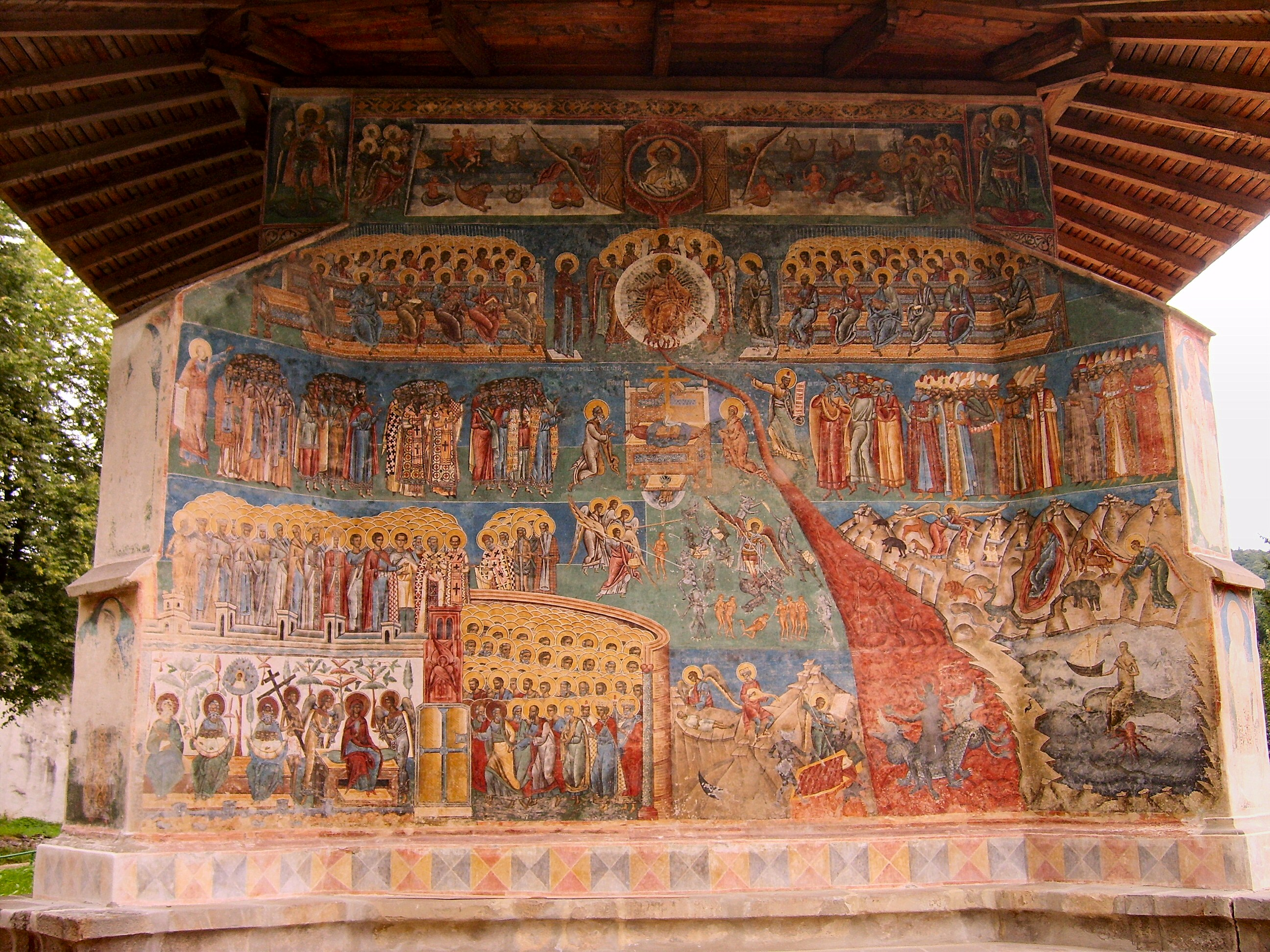
Le Jugement dernier, peinture en style orthodoxe byzantin sur les murs du monastère de Voroneţ construit en 1488 en Roumanie. On voit en bas à gauche la croix de Lorraine.

Au IVe siècle, l'impératrice Hélène — mère de Constantin, premier empereur romain chrétien, fondateur de l'Empire d'Orient — découvre prétendument les restes de la Vraie Croix, celle de la Crucifixion de Jésus-Christ. Cette relique légendaire, comme d'autres ayant touché le Messie, devient alors objet de vénération dans l'Orient chrétien. Surmontée d'un écriteau (le Titulus Crucis) portant l'inscription « INRI », elle est symbolisée par une croix à deux traverses.
À partir de la fin du XIe siècle, le retour des croisades diffuse ce culte et son symbole en Occident. De nombreux fragments prétendus de la relique, rapatriés de Jérusalem puis de Constantinople, sont dispersés en Europe. On voit alors se multiplier les symboles de croix double dans les armoiries des seigneurs.
Une croix double figure en particulier dans la symbolique des ducs d'Anjou et dans celle des rois de Hongrie, deux traditions dont hérite René Ier d'Anjou, duc de Lorraine en 1431.

### «Croix d'Anjou»

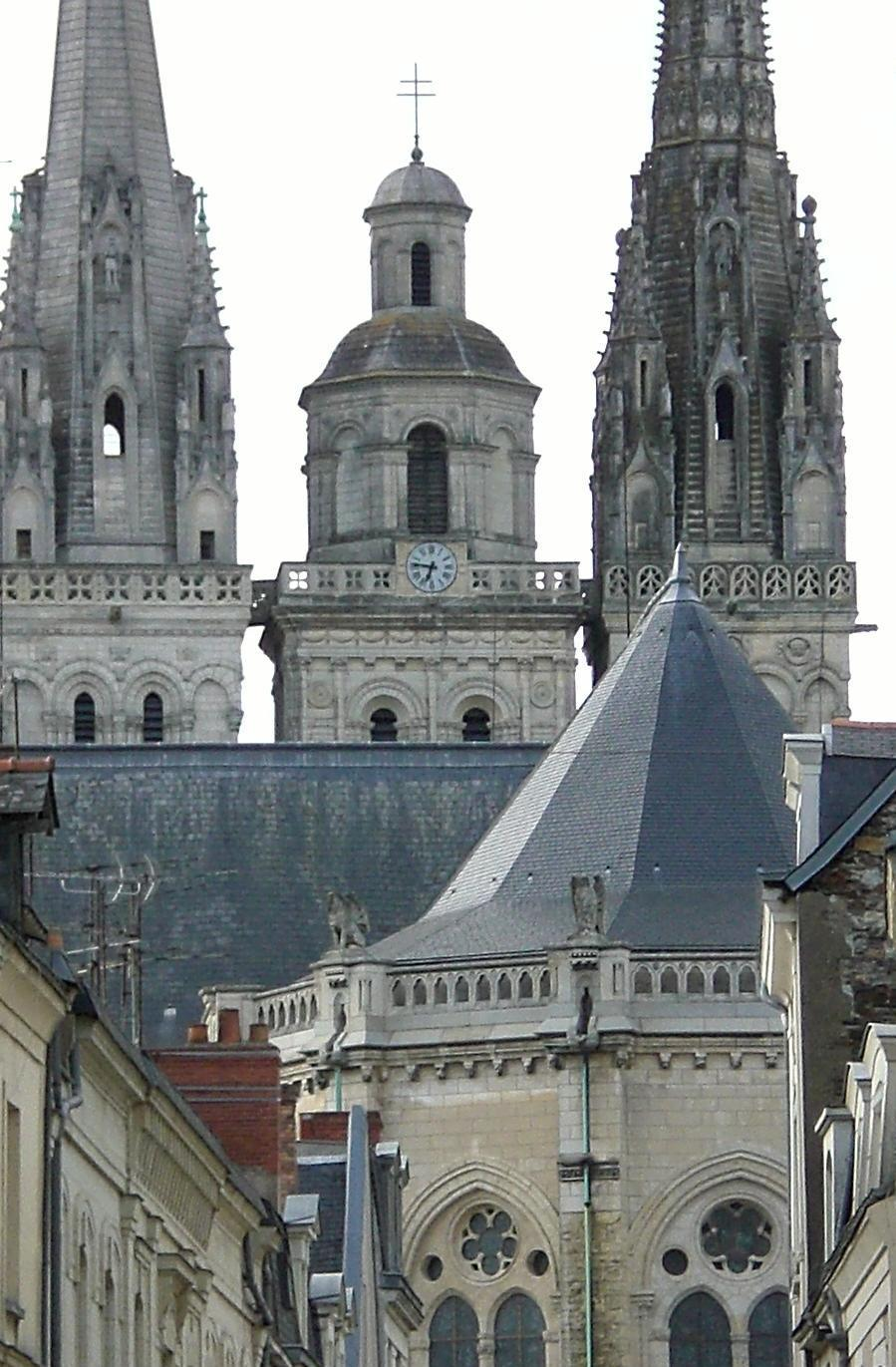
Croix d'Anjou sur le clocheton central de la cathédrale Saint-Maurice d'Angers.

D'une part, une croix double dite croix d'Anjou est utilisée en Anjou pour évoquer un fragment de la Vraie Croix, en bois noirci, conservé dans le duché. Ces reliques se trouvaient à Constantinople au début du XIIIe siècle puis passèrent de Manuel Comnène à Gervais († 1219), patriarche latin de Constantinople, puis à Thomas, évêque de Hiérapétra en Crète. Celui-ci vendit les reliques au chevalier croisé Jean d'Alluye qui, en 1244, à son retour de croisade, les revendit contre 550 livres tournois à l'abbaye de la Boissière en Anjou. Au XIVe siècle, pendant la guerre de Cent Ans, elles furent par précaution placées aux Jacobins d'Angers. Ces reliques furent particulièrement vénérées par les ducs d'Anjou, depuis Louis Ier d'Anjou (1339-1384) qui fit broder leur symbole sur sa bannière ainsi qu'au-dessus des grands personnages de la tenture de l'Apocalypse. Elles sont conservées depuis 1790 dans la chapelle des Incurables de l'hospice de Baugé (Maine-et-Loire) fondé par Anne de La Girouardière.

### Armes de Hongrie
D'autre part, une croix double remplaça très tôt la croix penchée comme emblème des rois de Hongrie. Elle figura sur leurs premières armoiries, sur les monnaies hongroises à partir de Béla III (1148-1196), et même, au lieu d'un croix simple, sur l'orbe crucigère du pays. Par son mariage avec Marie de Hongrie, Charles II de Naples (1254-1309) fit entrer le royaume de Hongrie et son emblème dans la maison d'Anjou-Sicile et l'on vit le roi Louis Ier de Hongrie (1326-1382) porter la croix double sur ses armoiries. Aujourd'hui cette croix figure non seulement sur les armes de Hongrie mais aussi sur les armes et le drapeau de la Slovaquie. Elle est également mise en abyme sur les armes de la Lituanie.

Armes, blasons et regalia
Armes des premiers rois de Hongrie.
Louis Ier, roi de Hongrie.
Armes de la Slovaquie.
Armes de la Lituanie.
Blason de Maine-et-Loire.
Blason de Saint-Dié-des-Vosges.
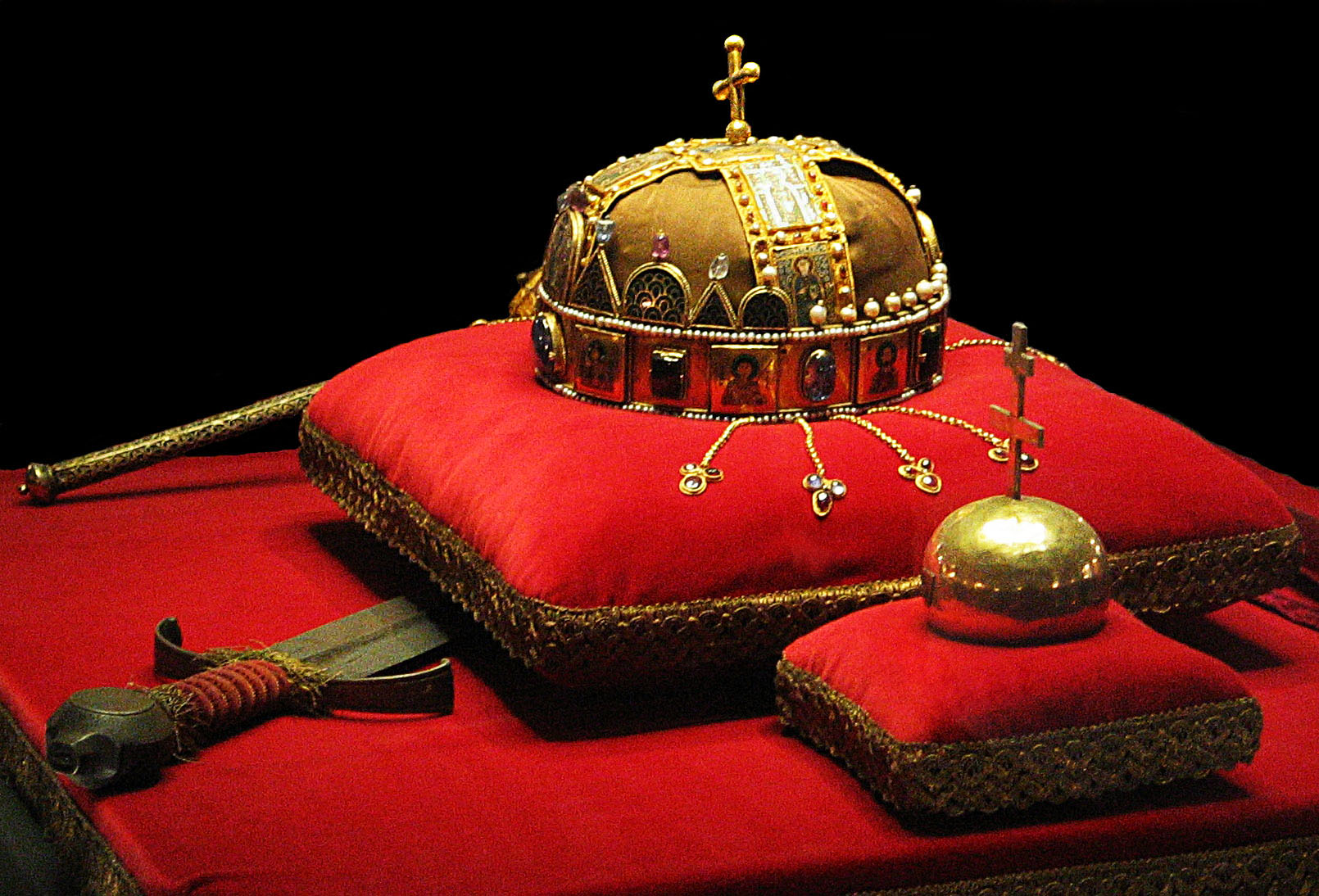
La couronne, sceptre et orbe de Hongrie, celui-ci avec la croix double.

## Symbole de la Lorraine
René Ier, petit-fils de Louis Ier d'Anjou et héritier de Louis Ier de Hongrie, règne sur le duché de Bar et (par son mariage) sur le duché de Lorraine à partir de 1431. Il utilise la croix d'Anjou qui passe au cou des aigles supports d'armes, d'où la croix de Lorraine dans les armoiries (mais pas dans le blason) des ducs de Lorraine.
En 1477 à la bataille de Nancy, les soldats de René II — arborant cette croix pour se distinguer de l'ennemi — défont Charles le Téméraire, puissant duc de Bourgogne. Cette victoire éclatante assoit la réputation de la croix comme symbole de la Lorraine. Le nom de « croix de Lorraine » se substitue alors à ceux de « croix d'Anjou » et de « croix patriarcale »,.
La croix de Lorraine apparaît dans le royaume de France au XVIe siècle lors de la Ligue, en tant que symbole de la famille de Guise dont René est issu. Après la victoire de 1477, la croix de Lorraine devient un symbole patriotique pour les Lorrains. On la voit ainsi mise en avant à partir du XIXe siècle — époque d'éveil des nationalismes — et tout particulièrement dans le cadre de l'Alsace-Lorraine annexée en 1871 par l'Empire allemand, vainqueur de la France. Par exemple, des années 1870 à 1900, Émile Gallé, maître nancéien de l'Art nouveau, incorpore à ses créations plusieurs symboles lorrains tels que les chardons (« Qui s'y frotte s'y pique », devise de Nancy) et la croix de Lorraine. Une de ses œuvres emblématiques, la table Le Rhin (1889) figure allégoriquement le Rhin comme frontière naturelle entre la France et l'Allemagne. L'artisan proteste ainsi contre l'annexion allemande et manifeste son désir de voir les territoires perdus revenir à la France.
La croix de Lorraine exprime alors le revanchisme français.
En 1912, le parlement du Reichsland d'Alsace-Lorraine — à qui l'Empire allemand venait d'accorder une constitution avec une autonomie très restreinte — crée un drapeau, à l'encontre de son insigne officiel, qui affirme son identité en combinant les couleurs alsaciennes et la croix de Lorraine. L'initiative déplaît à l'empereur et le drapeau n'est pas reconnu.
À la Libération en 1945, la Croix de Lorraine, symbole de la résistance française durant la Seconde Guerre mondiale, apparaît pour la première fois sur le maillot grenat du FC Metz pour la saison 1944-1945, signe du retour dans la France libre de la Moselle. Le club est alors le seul club autorisé à porter cet insigne religieux devenu politique sur son maillot. Au fil du temps, elle apparaît sur les maillots seules ou aux côtés du blason et de l'équipementier. Elle disparaît du maillot professionnel en 1999 avant de revenir dans l'équipement depuis la saison 2015-2016 en remplacement du blason, faisant du FC Metz le seul club de Ligue 1 à ne pas arborer son écusson et le seul club de l'UEFA à avoir le droit de porter un insigne religieux ou politique sur son maillot, en particulier celui-ci, à la place de son écusson.

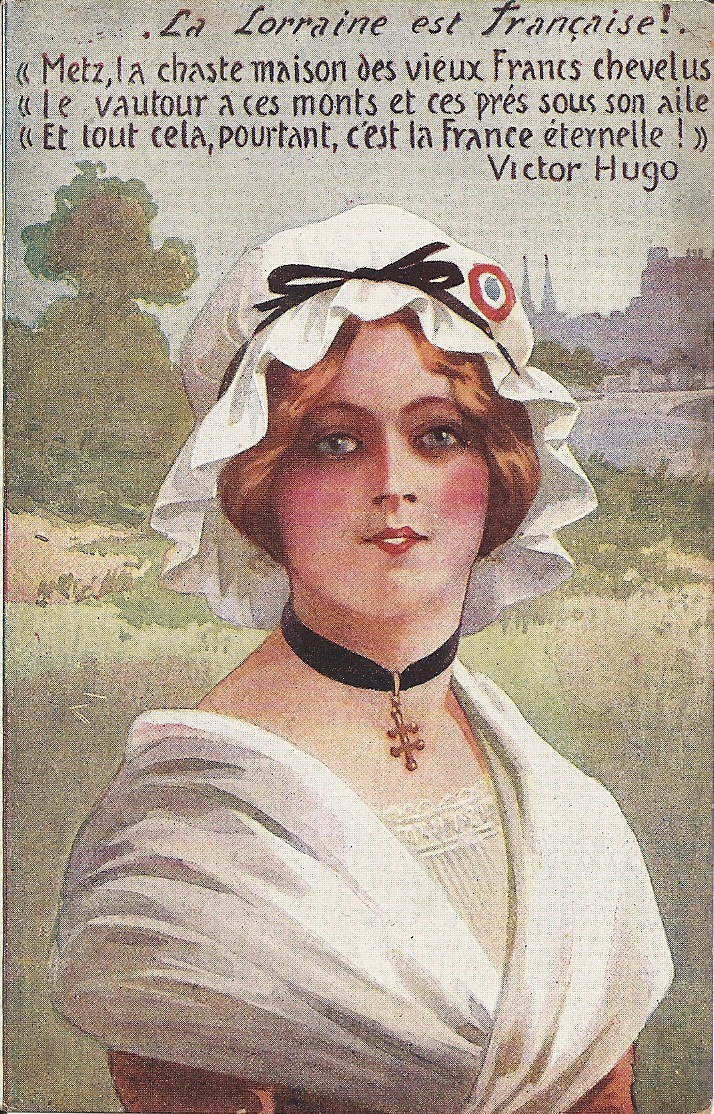
Carte postale de propagande française pour la récupération de la Moselle. La Lorraine est personnifiée par une femme qui porte une croix de Lorraine en pendentif et une cocarde tricolore sur son bonnet.
Drapeau rouge et blanc officieux du Reichsland d'Alsace-Lorraine, utilisé par le parlement à partir de 1912 mais non reconnu par l'Empire allemand.
La Croix de Lorraine, symbole de la résistance française durant la Seconde Guerre mondiale, apparaît pour la première fois sur le maillot grenat pour la saison 1944-1945

## Symbole de la lutte contre la tuberculose
Lors du premier Congrès international contre la tuberculose, à Paris en 1902, le docteur Gilbert Sersiron compare la lutte contre cette maladie à une « croisade pacifique » et propose de la symboliser par une croix rouge à double barre, opérant un rapprochement entre la Croix-Rouge et l'emblème du croisé Godefroy de Bouillon.
Dans le même temps, en 1904 au Danemark, naît la tradition du timbre de Noël à double vocation de bienfaisance et de prévention contre la tuberculose. L'idée est un succès populaire et se propage rapidement en Europe et en Amérique. La croix à deux barres apparaît sur des timbres à partir de 1907 (le timbre américain est le premier à l'afficher), et la population l'associe alors à la lutte anti-tuberculinique. L'Union internationale contre la tuberculose (UICT) adopte cet emblème en 1920, qui est officiellement consacré lors de la sixième Conférence qui se tient à Rome en 1928,.
La tradition du timbre annuel perdurera jusque dans les années 1970. La lutte anti-tuberculinique ayant été efficace, ce symbolisme a périclité avec l'apparition des antibiotiques mais il a contribué avant-guerre, au cours des quêtes annuelles, à populariser le signe. Aujourd'hui encore, l'emblème de l'Association américaine du poumon (en) est une version modifiée de cette croix.

Affiche de 1917 invitant à la vaccination des enfants avec le vaccin BCG de l'Institut Pasteur. Sur la coiffe de l'infirmière figure la croix rouge à deux barres.
Croix rouge à deux barres, symbole international de la lutte contre la tuberculose.

## Symbole de la Résistance de la France libre

### Forces françaises libres

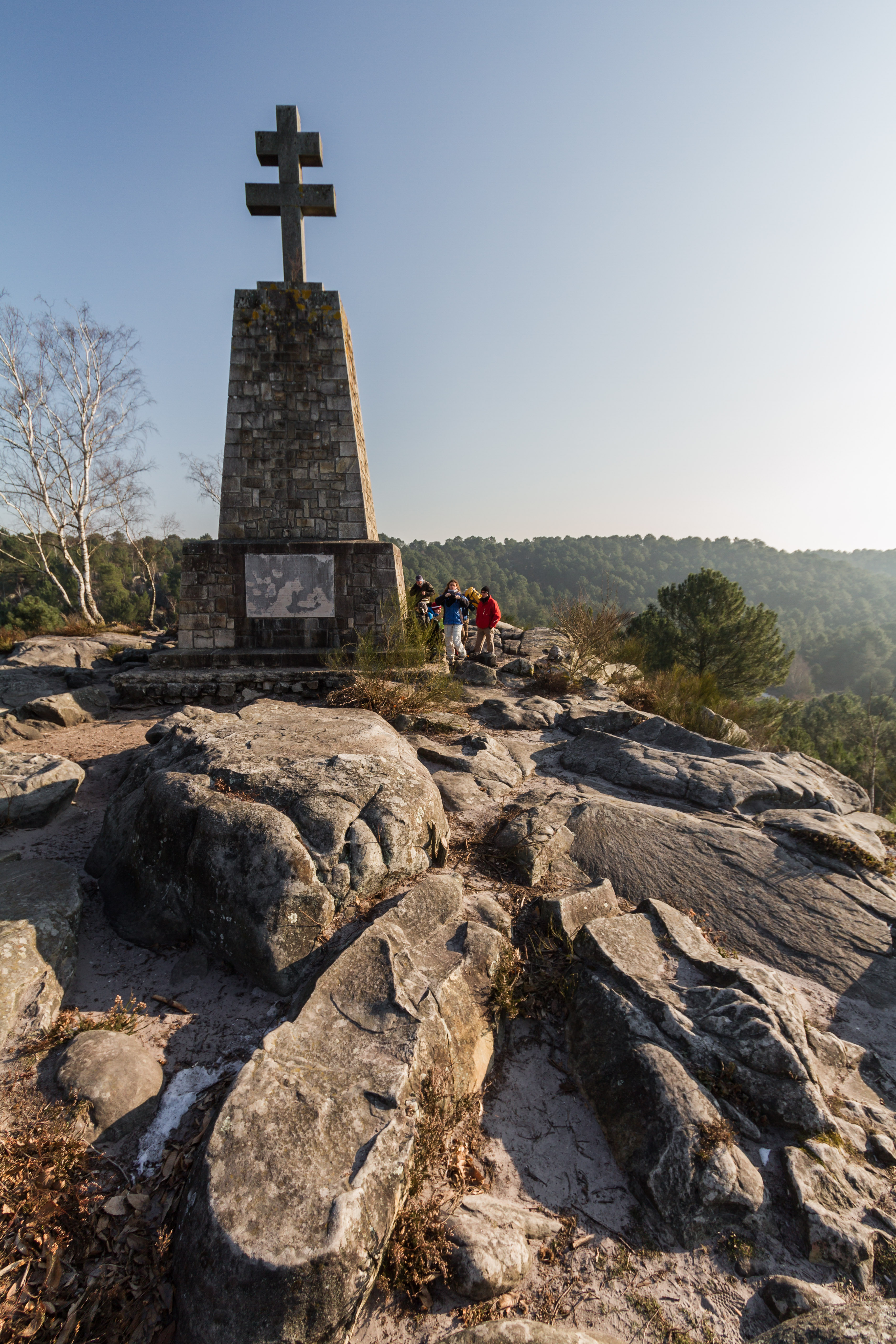
Une croix de Lorraine, monument de la résistance, sur le circuit des 25 bosses en Seine-et-Marne.

La France libre adopta la croix de Lorraine pour emblème sur la proposition du vice-amiral Émile Muselier faite à de Gaulle, le 1er juillet 1940, en présence du capitaine de corvette Thierry d'Argenlieu,,, « en opposition à la croix gammée ». Dans son ordre général no 2 du 3 juillet 1940, le vice-amiral Émile Muselier, nommé l'avant-veille au commandement des forces navales et aériennes françaises libres, créa pour les forces françaises ralliées à de Gaulle un pavillon de beaupré (carré bleu avec, au centre, la croix de Lorraine en rouge par opposition à la croix gammée) et pour les avions, une cocarde à croix de Lorraine,.
Les raisons probables de ce choix sont que l'amiral Muselier était d'origine lorraine et que les armes du 507e régiment de chars de combat que commandait le colonel de Gaulle en 1937-1939 comportaient une croix de Lorraine.
Le pavillon fut modifié après deux ou trois mois : il était trop sombre. Dans le modèle définitif, il est bleu côté guindant, rouge côté battant. Au centre, le blanc forme un losange comportant une croix de Lorraine rouge non tréflée. Ce pavillon de beaupré est arboré actuellement par les bâtiments de la Marine nationale portant le nom d'un bâtiment ayant appartenu aux Forces navales françaises libres (FNFL). Seules les goélettes Étoile et Belle Poule qui furent des voiliers écoles FNFL, portent ce pavillon de beaupré depuis l'origine.
L'emblème a été adopté ensuite par tous les Français libres et figurera sur de nombreux insignes, (insigne émaillé porté par de Gaulle), notamment sur la croix de l'ordre de la Libération créé à Brazzaville le 16 novembre 1940, sur la médaille de la Résistance, sur la médaille commémorative des services volontaires dans la France libre, créée par décret le 4 avril 1946. La croix de Lorraine est également présente sur des monuments et sur les timbres créés sous les gouvernements du général de Gaulle.
Les Français libres sont tellement identifiés à la croix de Lorraine que l'on ignore généralement que l'insigne des FFL terrestre (surnommé « le moustique ») ne contenait pas de croix, c'était un glaive entouré de deux ailes et d'une couronne de laurier. La 2e DB arbore quant à elle une croix de Lorraine dessinée dans la carte de France. En août 1943 a lieu la fusion des Forces françaises libres (FFL) avec l'armée d'Afrique mais un décret du 22 octobre 1943 autorise les ex-FFL à continuer à porter leur insigne, ce qui les distingue de ceux qui ne combattaient avec les Alliés que depuis fin novembre 1942. Les connaisseurs repèrent donc assez facilement les Français libres parmi les militaires de l'Armée de la libération, les croix de Lorraine ne sont en fait arborées que par les marins et aviateurs issus de la France libre.

Drapeau de la résistance française et pavillon de beaupré des bâtiments des Forces navales françaises libres (FNFL); un symbole du gaullisme.
Drapeau de la France libre.
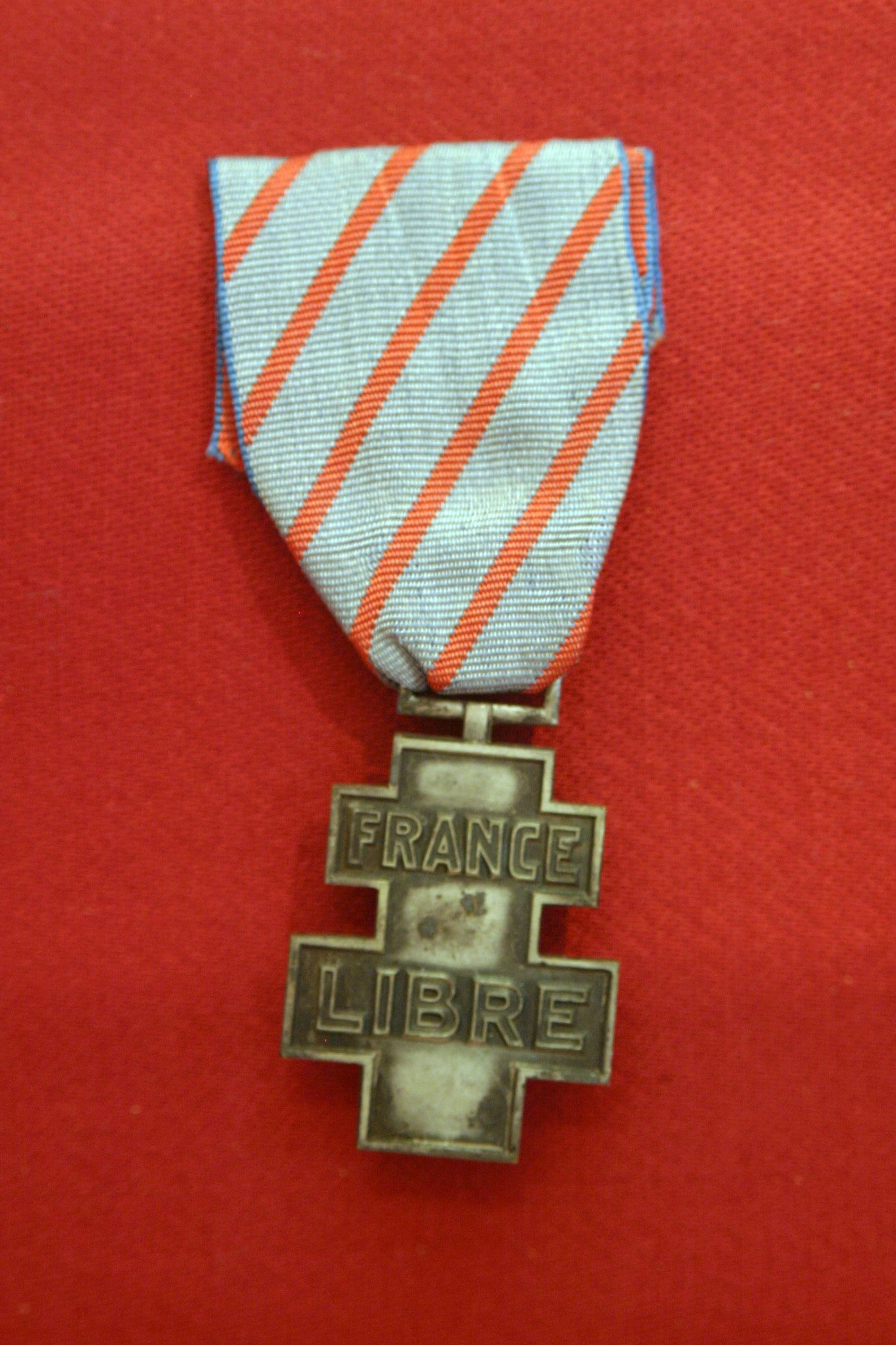
Médaille de la France libre.
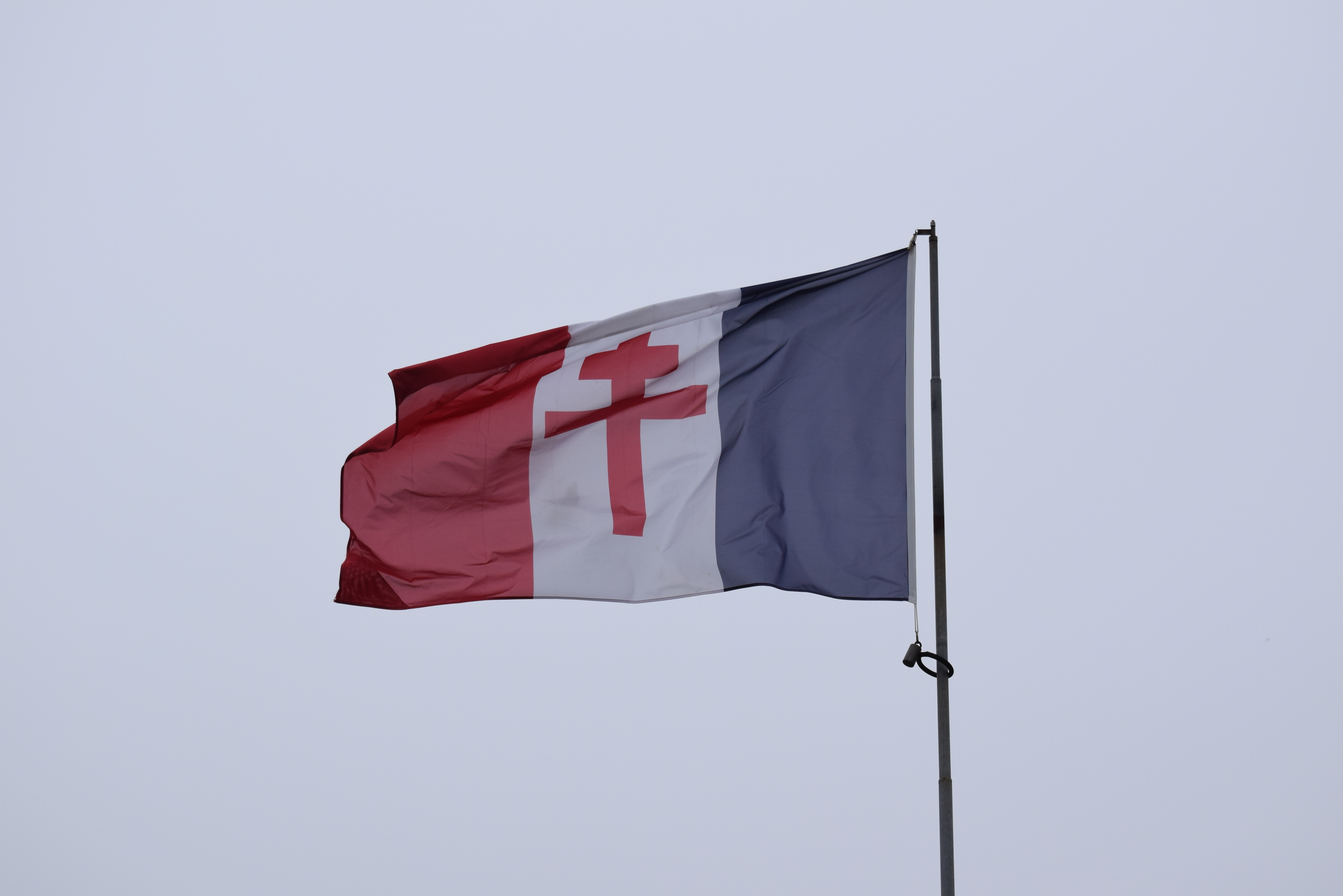
Drapeau de la France libre sur la tombe de Philippe Kieffer à Grandcamp-Maisy (Calvados).

### Résistance française

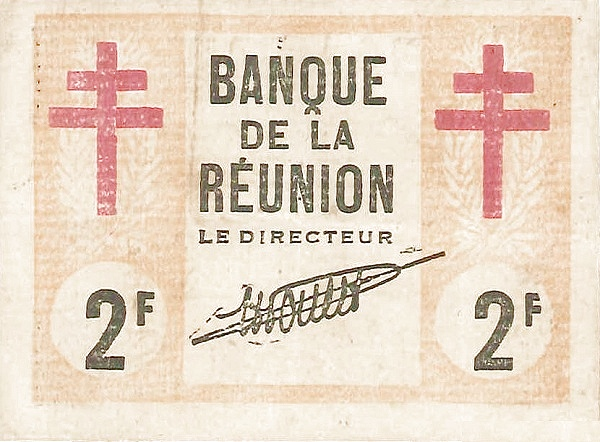
2 francs croix de Lorraine de la Réunion, 1943.

En métropole, la croix de Lorraine comme emblème de la France libre est connue depuis 1940 à la fois par les émissions de la BBC et par des tracts parachutés, et sert à un certain nombre d'individus isolés à exprimer, par exemple par des graffitis, leur sympathie vis-à-vis des Anglais ou de la France libre. En 1941, la BBC encourage plus explicitement à utiliser ce symbole à l'occasion de manifestations patriotiques comme le 11 novembre ou le 14 juillet.
Avec le développement des différents mouvements de la Résistance intérieure française, la croix de Lorraine révèle la volonté de tel ou tel mouvement d'afficher son alliance avec la France libre. C'est ainsi qu'au cours de l'été 1941, le PCF manifeste sa toute récente ouverture vers les gaullistes en encourageant les inscriptions où se côtoient faucille, marteau et croix de Lorraine. C'est en 1942 que Franc-Tireur, premier mouvement à reconnaître de Gaulle reçoit de la France libre des tracts Lisez Franc-Tireur avec l'emblème de la croix de Lorraine.
Par la suite, on retrouve la croix de Lorraine sur de nombreux monuments aux morts français de la Seconde Guerre mondiale ainsi que sur de nombreux monuments et pièces de monnaie d'époque en l'hommage de la Résistance intérieure.

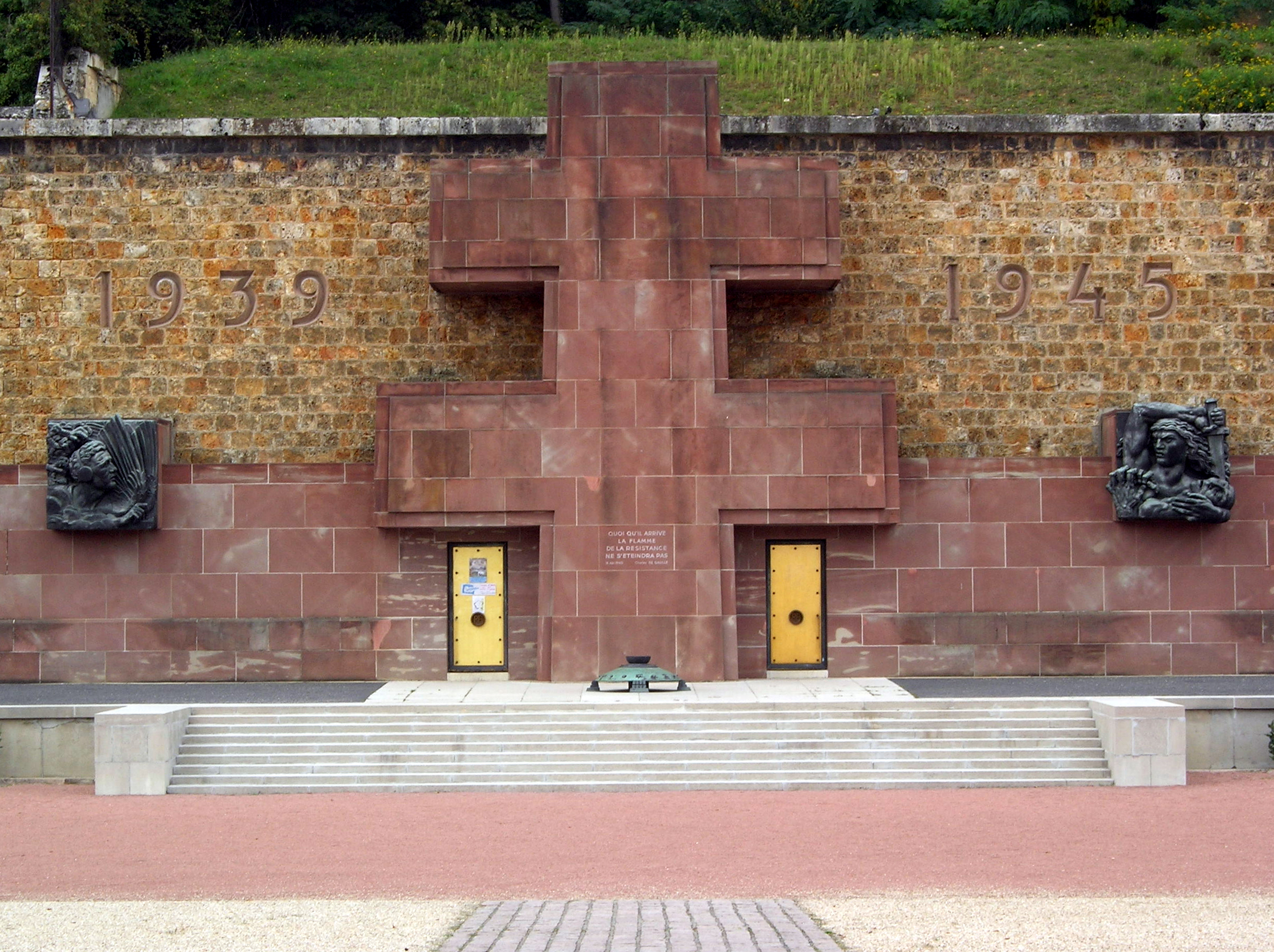
La croix de Lorraine du Mémorial de la France combattante du Mont Valérien.
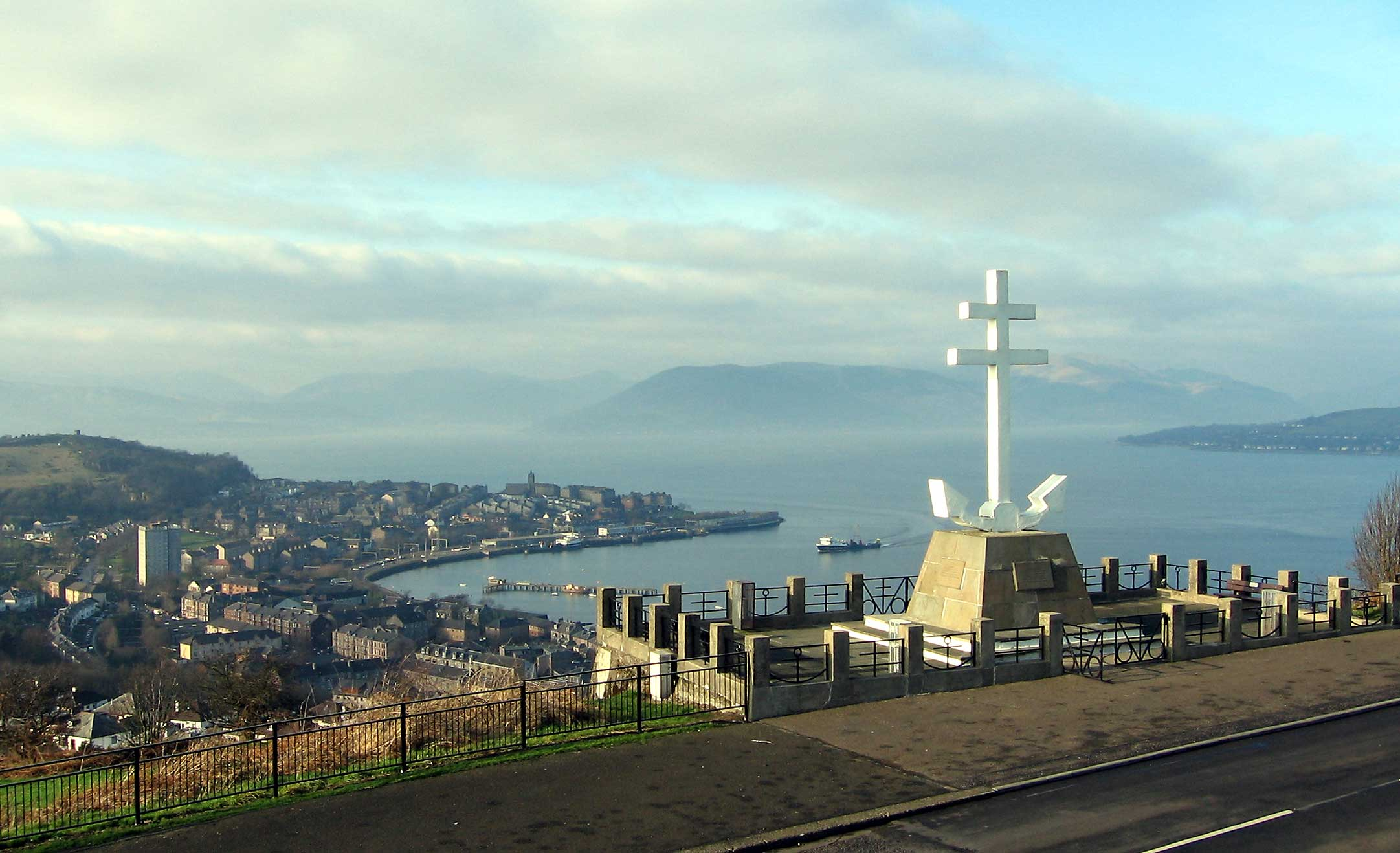
Monument des forces navales françaises libres surplombant la ville de Gourock (Lyle Hill, Greenock) en Écosse.
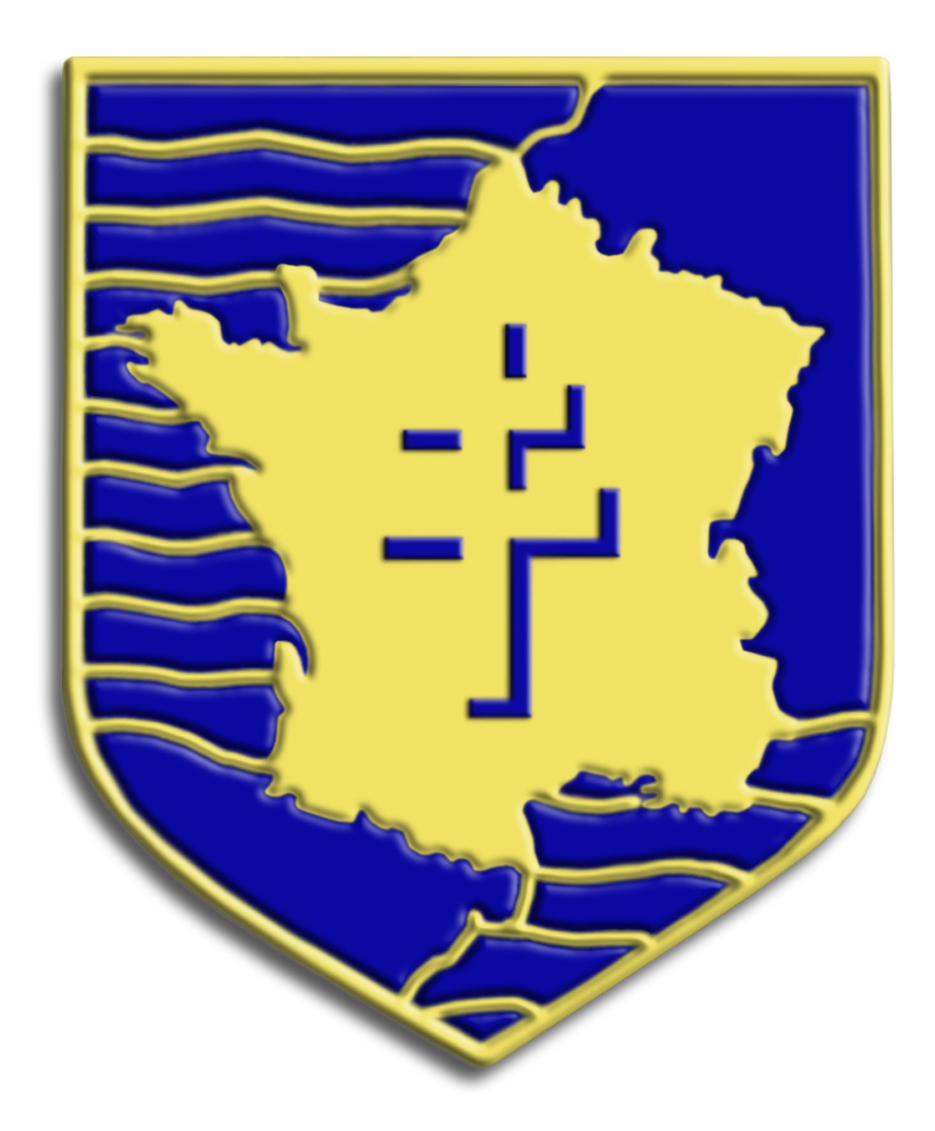
Insigne de la 2e division blindée créée pendant la Seconde Guerre mondiale par le général Philippe Leclerc.
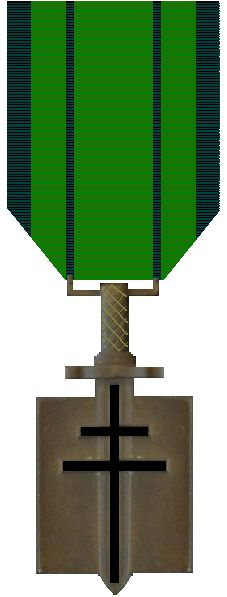
Médaille de l’ordre de la Libération.
Médaille de la Résistance (avec rosette).
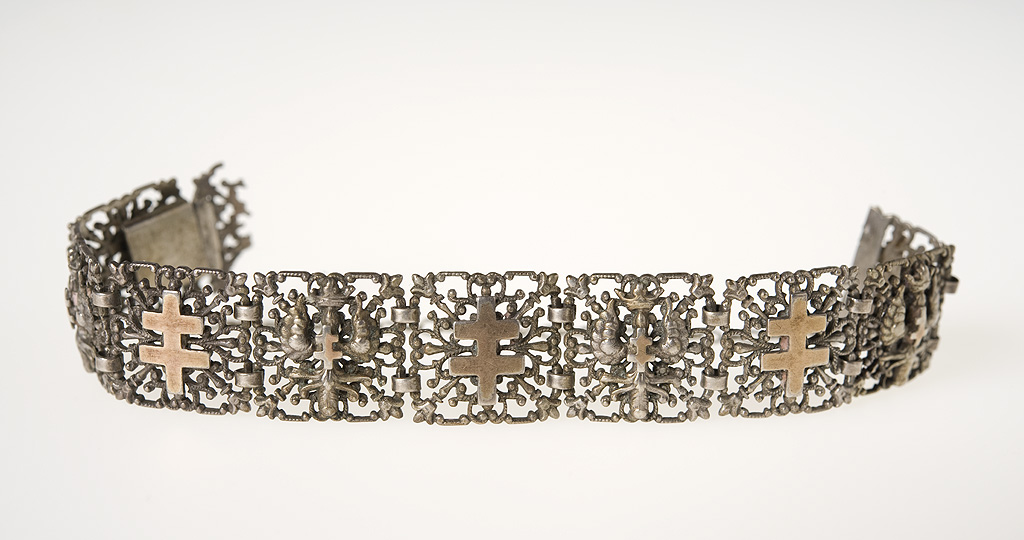
Ce bracelet orné de croix de Lorraine était porté sous l'occupation allemande - musée de Bretagne.

### Général de Gaulle et les mouvements gaullistes

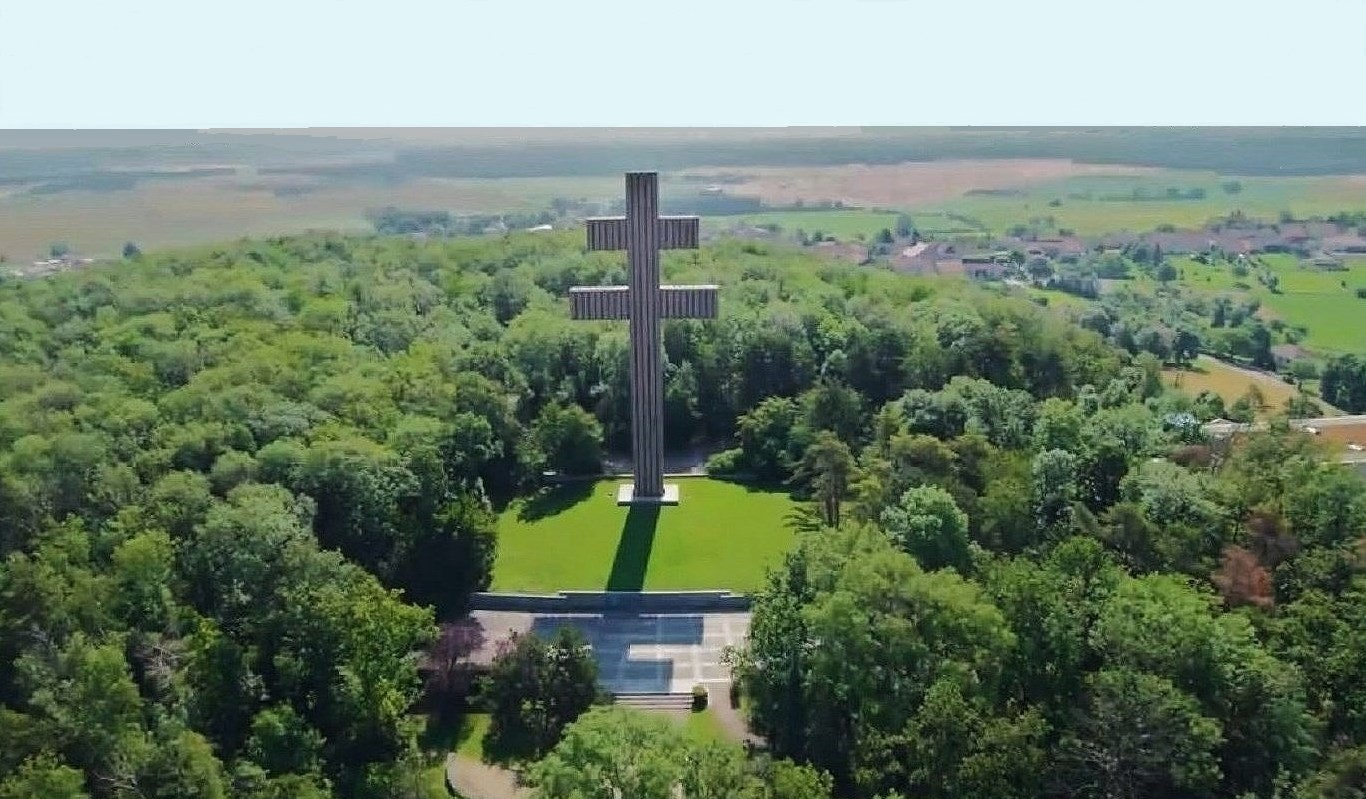
Monument de Colombey les Deux Églises.

Un monument en forme de croix de Lorraine se dresse à Bouvron. Précédé par une croix de Lorraine en bois érigée en 1947 il est inauguré en 1949 en mémoire de la reddition allemande du 11 mai 1945 mettant un terme à la poche de Saint-Nazaire où combattirent les forces françaises libres, laquelle est le point final de la seconde guerre mondiale en Europe selon le général de Gaulle venu commémorer le monument en 1951. Une autre croix de 18 mètres se trouve sur une des plages du débarquement de Normandie. Cette croix érigée en 1990 est placée à l'endroit où le général de Gaulle a débarqué le 14 juin 1944, entre Courseulles-sur-Mer et Graye-sur-Mer, après avoir traversé la Manche à bord du navire français La Combattante.

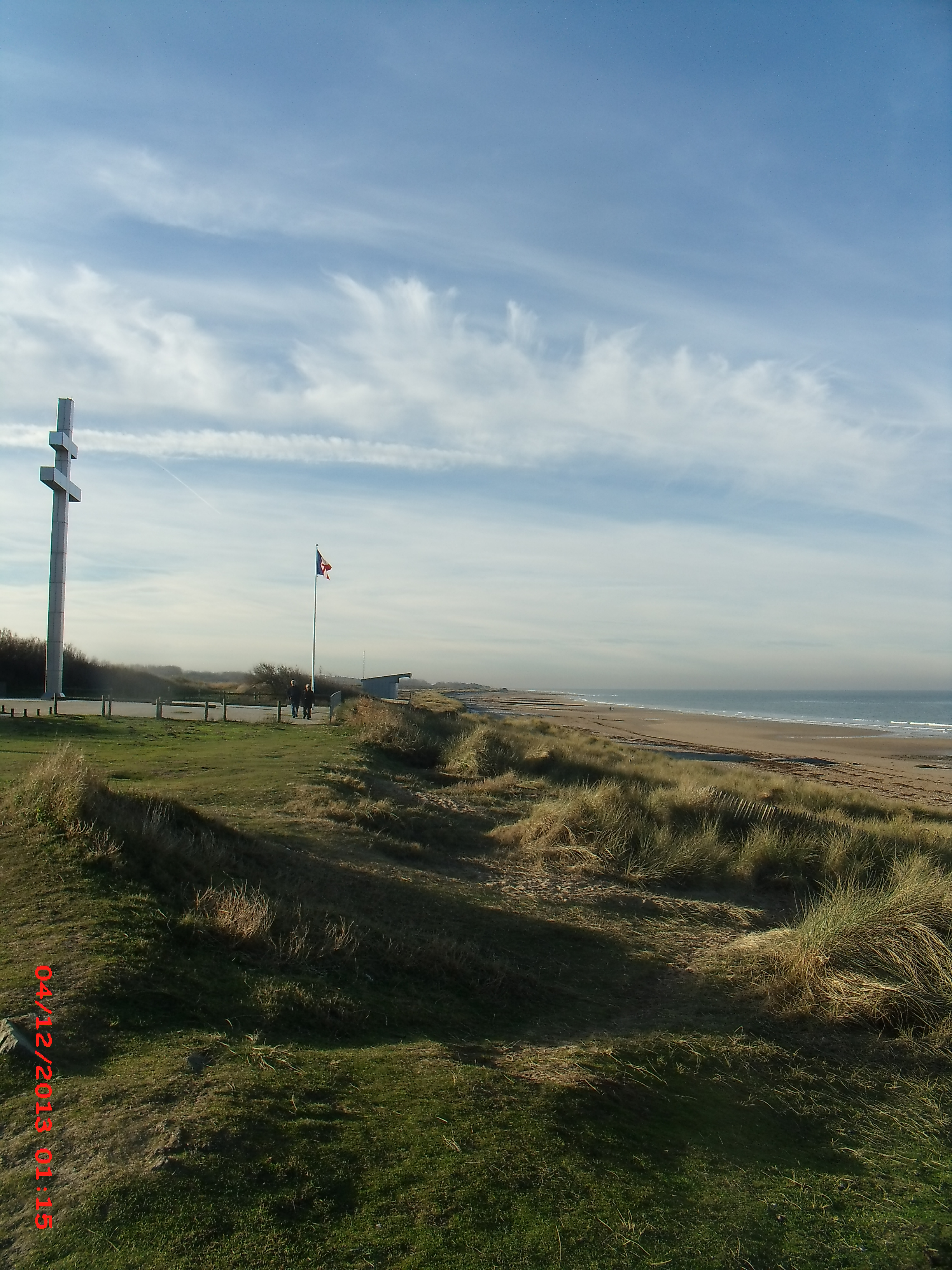
Monument de Juno Beach dans la commune de Courseulles-sur-Mer en Normandie.

En 1972, la croix de Lorraine a été choisie comme motif du mémorial Charles-de-Gaulle à Colombey les Deux Églises (Haute-Marne, Champagne-Ardenne). Constitué le 23 mars 1971, un comité national du Mémorial du général de Gaulle est placé sous le haut-patronage de Georges Pompidou, président de la République, et réunit une trentaine de personnalités proches du Général. Il prend en charge la réalisation de la croix et lance un appel à souscription pour réaliser le projet. Plusieurs millions de personnes apportent leur participation. 67 pays étrangers s'associent à l'entreprise, en particulier le Liban, qui contribue largement à la souscription et offre 1 000 cèdres du Liban qui sont plantés sur la colline lors d'une cérémonie. Les architectes retenus, Marc Nebinger et Michel Mosser, réalisent une croix en béton armé précontraint de 44,30 mètres de haut pour un poids total sans fondations de 950 tonnes, revêtue d'un parement en granit rose de Perros-Guirec et habillée de surfaces en bronze de 10 mm d'épaisseur et d'1,68 mètre de longueur.
La croix de Lorraine a été logiquement le logo de tous les grands mouvements politiques gaullistes qui se sont succédé de 1947 à 2002 : le RPF, l’UNR, l’UDR et enfin le RPR. L’UMP, qui a dilué les gaullistes du RPR dans une grande union de la droite et du centre, n'a pas repris la croix de Lorraine comme symbole. Ce logo, croix de Lorraine sur fond de bonnet phrygien, était en fait celui des gaullistes de gauche de l’Union démocratique du travail (UDT) et du Front progressiste. Ceux-ci n'avaient jamais déposé ce symbole auprès de l'INPI.
Cependant aujourd'hui encore, elle est toujours le logo de certains clubs et associations gaullistes comme l'Union des jeunes pour le progrès, l'Union du Peuple Français, le Mouvement initiative et liberté, le club Nouveau siècle, l'Union gaulliste, l'Académie du gaullisme, etc.

## Symbole de la présidence de la République française

Faisceau de licteur de la présidence de la République française.

D'une façon générale, la croix de Lorraine apparaît ensuite comme le symbole de l'unification nationale sous l'égide de De Gaulle. Pour cette même raison, il arrive également que l'emblème soit ignoré lorsque le monopole de l'espace symbolique « résistant » est contesté au général De Gaulle. Ainsi, lors de la Libération, tandis que le Gouvernement provisoire de la République française (GPRF) prescrit d'utiliser pour les brassards des FFI la croix de Lorraine sur fond tricolore, le COMAC, qui privilégie la légitimité de la Résistance intérieure recommande l'emploi du simple sigle FFI.
Le fanion du général de Gaulle ornant sa voiture officielle était tricolore à croix de Lorraine, mais le Général avait refusé que la croix de Lorraine figurât sur le drapeau tricolore de la République française ainsi que sur les cachets officiels de la Ve République, qui ont conservé le motif de la Liberté assise, avec un faisceau de licteur.
En 2018, le président de la République Emmanuel Macron prononce un discours derrière un pupitre faisant apparaitre l'emblème officieux complété d'une croix de Lorraine en haut du bouclier de pelta. L'emblème est composé d'un bouclier en forme de pelta, orné à ses extrémités de têtes de lions ou de coqs ou de lion et d'aigle, d'un faisceau de licteur et de branches de chêne et d'olivier, ces deux derniers éléments symbolisant respectivement la justice et la paix. Elle est l'œuvre du sculpteur Jules-Clément Chaplain. Elle est utilisée par le ministère des Affaires étrangères depuis le 29 juillet 1912.
L'emblème dessiné par Jules-Clément Chaplain est toujours utilisé pour désigner les postes diplomatiques et consulaires, sur la couverture des passeports français et sert de base au logo de la présidence de la République,,,.